# ラブひな
『ラブひな』（Love Hina）は、赤松健による日本の少年漫画作品、およびそれを原作にしたテレビアニメ。

## 概要
東京大学への合格を目指す主人公が女子寮「ひなた荘」の管理人となり、住人の美少女とドタバタを繰り広げるラブコメディ。タイトルの『ラブひな』は「ラブひなた荘」の略である。
マガジン連載時に執筆された前後編のエピローグは3年後という設定になっていたが、単行本では登場人物の設定に余裕を持たせるために4年後に変更されている。
連載終了後の2010年に「特別企画」としてフルカラーの読切が掲載された。また、2014年にヒロユキが描いた特別読み切りが掲載された。
2000年、第45回小学館漫画賞の少年部門にノミネートされる。2001年、第25回講談社漫画賞少年部門を受賞。2020年6月時点で累計発行部数は2000万部を突破している。
2010年11月26日から、赤松が会長を務めるJコミックテラスのマンガ図書館Zで単行本全14巻を無料配信している。また、連載中期には設定資料巻『ラブひな0』、最終巻発売後には作者のインタビューと全ての資料設定・メディアミックスをまとめた総集巻『ラブひな∞』が、それぞれ発売されている。

## あらすじ
浦島景太郎は幼い頃に女の子と交わした約束を果たそうと、東京大学の入学を目指す19歳。しかし、彼はすでに2浪の身。家を追い出され、祖母が経営する東京近郊の温泉旅館を頼るのだが、そこは彼の知る昔の姿とはまるで違っていた。唐突に「女子寮」の管理人となってしまった景太郎は、ドタバタに翻弄されながらも、東大入学、そして「約束」に近づこうと奮戦していく。

## 登場人物
「声」はアニメ版などにおける担当声優。

### ひなた荘関係者
浦島 景太郎（うらしま けいたろう）
声 - うえだゆうじ
生年月日：1979年1月5日、身長：171cm、血液型：AB型、星座：やぎ座、出身：東京都、一人称：俺。
本作の主人公。ひなた荘の管理人。眼鏡を取ると童顔になる。煙草は吸えない。当初はバレンタインの時期はモテないことを誤魔化す見栄から自分でチョコケーキを作り、モテるように嘯いたりしていた。
幼い頃に詳細不明の「約束の女の子」とした、「一緒に東大へ行く」という約束を守るために東京大学を受験する。志望は法学部。物語当初は偏差値は48で 合格率が2%、しまいには合格率が0%になったこともあるなど 勉強は得意な方ではなかったが、浪人を重ねるたびに勉強に慣れ、周りにも勉強ができる人間が集まり手伝ってもらったことから、三浪の末に東大合格を果たす。当初は合格すること自体が目的で、合格後にやりたいことが決まっていなかったが、瀬田記康との出会いによって考古学への道を志し、アメリカ留学を経て人間として大きく成長を遂げる。∞巻に掲載の結婚のお知らせによれば、最終話では東京大学の助教授になっている。所属は瀬田ゼミ。
どんな攻撃や事故、災害などを受けてもなぜか死なない不死身の身体の持ち主（落下した武道館のタマネギの下敷きになった時も片脚を折っただけだった）であり、留学で瀬田と共に旅をしてからは腕力も強くなり、素子ともそれなりに戦えるほどになった。また、なるのコブシや蹴り、素子の剣を受けた際には（プロッ・レタスッ!）など独特の悲鳴を発する。これは後の赤松健作品『魔法先生ネギま!』にも多く受け継がれており、同じような悲鳴が見られる。
生家は地元では有名な和菓子屋「和菓子うらしま」。趣味はイラストとプリクラ集め。特技は一浪時にはまったボウリングとバレンタインデーに自分宛で作っているうちに上手くなったチョコレート作り（ひなた荘に入居する前は誰からもチョコレートを貰えなくて、むなしいと思う気持ちを晴らすために自分で作っていた）。
本人の身体同様、眼鏡も異常なほどの強度を持ち、どんな衝撃を受けても壊れない（レンズにヒビが入ることはあっても、すぐに元に戻っている）。アメリカ留学を終えて帰国してからは眼鏡が変わっていて、瀬田とお揃いの眼鏡になっている。性格も瀬田そっくりになっており、作者の赤松が『ラブひな∞』で語ったところによると、「景太郎の瀬田化をあまり良く思わないファンも中にはいるんです」とのこと。
成瀬川 なる（なるせがわ なる）
声 - 堀江由衣
生年月日：1981年3月25日、身長：163cm、血液型：A型、星座：おひつじ座、出身：東京都、一人称：私。
本編のヒロインで、女子寮ひなた荘の住人である。
景太郎と同じ東京大学を志す受験生。景太郎とは対照的に成績優秀で、模試では全国トップを取ったこともあるが、受験本番で失敗してしまい、一浪してしまう。後に合格を果たしている。昔から勉強ができたわけではなく、高校時代に家庭教師の瀬田に勉強を教えてもらう以前は成績が悪く、東大合格など絶対無理とまで言われてしまうレベルであった。典型的な猪突猛進型で少々暴力的。素直になれない意地っ張りな性格をしているが、自ら張ってしまった意地で損をすることもしばしばある。
特技はボウリングで、昔は「ボーリング小町」という異名を持っていた。また、高校2年生の春まで何かしらの部活動に所属していたが、勉強に専念するために自主退部している。料理の方は一応作れる。見かけが非常に悪いが、味の方には問題はない。
幼いころ病弱だったため、旅館だった頃のひなた荘に長期療養していたが、幼かったのではっきりとは覚えていない。10代に入ると病弱であった幼女期とは対照的に健康的な身体となり、人間を天高く、時には宇宙の果てへと殴り飛ばせるほどの超人的な腕力を持つようになった（ただし、スポーツが得意というわけではない）。得意技は右ストレート（通称「なるパンチ」）。
アニメ版では「なるちゃん」の愛称でアイドルデビューを果たし、一躍有名となるが、すぐに引退。間もなく世間からも忘れ去られた模様。クリスマススペシャルで街頭インタビューを受けた際、レポーターから「どこかで見たような顔」と評された。
家族構成は、母と妹の母子家庭（アニメでは、養父と義理の妹に変更されている）。勉強のし過ぎで眼を悪くしてしまい、学校ではグリグリメガネをかけている。また寮内ではどてらを着込み、トレパンを履いた格好をしていることが多い。
彼女が景太郎の「約束の女の子」かどうかが物語前半の焦点となっている（アニメ版では結局曖昧にされたままだった）。景太郎のアメリカ留学中には管理人代理を務めた。物語後半では逆に（事実上主人公が彼女にシフトし）、彼女の景太郎に対する優柔不断な態度が数々の騒動を引き起こす展開となる。
エピローグでは高校の教師になっており、景太郎と結婚して浦島なるとなった。
名前の「なる」はまだ名字しか決まっていなかった頃にその頭文字の「成（なる）」を便宜上の呼び名にしていたらそのまま名前になってしまったとのこと。
前原 しのぶ（まえはら しのぶ）
声 - 倉田雅世
生年月日：1985年11月15日、身長：155cm、血液型：O型。星座：さそり座、出身：神奈川県、一人称：私。
ひなた荘の住人。かつて、ひなた荘の近所にあった洋食屋「洋食ひなた」の娘。サラの入寮前まではひなた荘の最年少だった。
家庭の事情によりひなた荘に入居し、最初に景太郎へ恋心を抱く（アニメ版では両親の離婚によって、景太郎の管理人就任後にひなた荘に入居する）。実家が料理屋であったためか料理が上手い。内気で学校の友人は少なく、おっちょこちょいな所があるが、家庭的で面倒見の良い性格。自分が子供っぽいことを気にしており、なるに憧れている。中学時代の成績は良くなかったが、景太郎の影響やなるの指導により県内トップの高校に進学、後に東大生となる。
基本的に丁寧な言葉遣いで、景太郎・なる・素子を“先輩”と呼んで慕っている（ただし相手に失望した時は“○○さん”と敬意がやや下がる）。カオラのみタメ口だが、アニメ版では当初は“さん”付けだった。作中において、自身の貧相な体型にコンプレックスを抱いていたが、エピローグではなるを彷彿させるような長髪でグラマラスな女子大生になっている。
景太郎が他の女の子と良い関係（デートやキス）になると、目が潤む、失神するなど、不安がって極端なリアクションを見せる一方、「浦島先輩が幸せになれるなら」と、景太郎となるとの関係を応援してもいる。成り行きにより、景太郎とデートできたことも何度かある。
最終話では、ロングヘアになっている。
青山 素子（あおやま もとこ）
声 - 浅川悠
生年月日：1982年12月1日、身長：173cm→175cm、血液型：A型、星座：いて座、出身：京都府、一人称、：私。
ひなた荘の住人。剣道部で神鳴流の剣士。
姉・鶴子の結婚などのショックで家を飛び出し、ひなた荘に来る。
しつけの厳しい家庭で生まれ育ち、なおかつ幼い頃から私立の女子校一貫だったため、男に対して免疫がない。非常に生真面目で曲がったことが嫌いなため、最初は軟弱でトラブルばかり起こす景太郎を毛嫌いしており、時には景太郎を力づくでひなた荘から追い出そうとさえしていたが、次第に彼の人間的成長を認めるようになり、遂には片想いへと発展する。彼女自身も東大を受験するが二浪し、みつねに「武士が浪人とは」とからかわれた。
普段は標準語を話すが、切羽詰ったりパニックになると京都弁になる。
恋愛と剣の両立で悩んだりするようになり、剣士としても女性としても成長することになる。姉が姉の旦那と仲良くしている（鶴子曰く接吻）のを目撃してから、男や（なぜか）亀を嫌うようになる。
愛剣「止水」を姉に折られた後は浦島家に伝わる妖刀「ひな」を駆る。
髪型はストレートのロングだったが、ストーリー後半にてある出来事をきっかけに自らショートにした。エピローグでは神鳴流の師範になりながら、検事を目指して大学に通っており、再び髪を伸ばしていた。
剣術に関しては『サクラ大戦』の真宮寺さくらの影響を受けており、同名の必殺技「百花繚乱」を放ったこともある。また、魔物を斬る必殺技の訓練方法として、岩の前に立つ人間を傷つけずに、後ろの岩だけを破壊するという行為をしたことがあるが、これも真宮寺さくらが「破邪顕征・桜花放神」を会得するために行った修行と同じ方法である。他にも、元来は悪霊に取りつかれた人物の魂を他の体に移す用途で使用される、対象の魂と体を入れ替える術・「生き御霊うつしの術（いきみたまうつしのじゅつ）」（小説版にて披露）を使えるが、練習で動物にしか使っていなかったため鶴子と比べて腕前は劣る。
初期の設定では「青山晶（あきら）」という名前であった。下の名前は『魔法先生ネギま!』の登場人物、大河内アキラの名前に使用されている。
カオラ・スゥ（Kaolla Su）
声 - 高木礼子
生年月日：1985年1月11日、身長：153cm、血液型：O型、星座：やぎ座、出身：モルモル王国、一人称：ウチ。
ひなた荘の住人。インド風の容姿で、景太郎は最初インド人と思っていた（作者もインタビューでスゥを「インド」と呼んだことがある）。
当初はしのぶと同じ中学に通っている。
メカが得意で「メカたま」など様々な機械、武器などを作る。日本語をみつねから習ったために関西弁を話す。バナナが大好物。
前半では素子にくっついていたが、しばらくしてしのぶとの仲を深め、サラの入寮後には彼女とコンビを組む。景太郎が故郷の兄に似ているらしく、景太郎によくなついている。普段は容姿性格共に全くの子供だが、赤い満月の夜に月光を浴びるとその光に含まれる成分が肌に作用し、大人っぽく変身する。しかし、変身はスゥの身体に非常に大きな負担がかかる。
偽札や偽造パスポートを製作したり（偽造パスポートは、実際に出入国できている）、街中で重火器やミサイルをぶっ放すなどかなりの無法者。終盤でモルモル王国の王家の娘であったことが明らかになる。
紺野 みつね（こんの みつね）
声 - 野田順子
生年月日：1979年8月31日、身長：164cm、血液型：B型、星座：おとめ座、出身：大阪府、一人称：ウチ。
ひなた荘の住人で、なるの高校時代の先輩。フリーター。通称は「キツネ」。
親との事情によって家出同然にひなた荘にやってくる。彼女が転がり込んできた頃はまだひなた荘は「ひなた旅館」であり、浦島ひなたが彼女を住まわせたことが女子寮化のそもそもの原因。関西弁で喋る。高校時代は現在より少し髪が長かった。
酒とギャンブル好きで、たまにタバコを吸っている時もある。なると景太郎のよき理解者であり助言者であり進行役。はるかの結婚後に和風茶房「日向」を受け継ぐ。飲酒シーンが多いが連載開始時は未成年である。また、景太郎が敬称をつけて呼ぶことから勘違いされやすいが、彼より年下である。瀬田のことが好きである模様（アニメ版より）。
浦島 はるか（うらしま はるか）
声 - 林原めぐみ
生年月日：1971年6月1日、身長：169cm、血液型：B型、星座：ふたご座、出身：東京都、一人称：私。
景太郎の叔母。和風茶房「日向」の経営者。幼少期から旅館時代のひなた荘に住んでいた。
かなり飄々とした性格で、何を考えているのかわからないことがある。かなりのヘビースモーカーにして、酒好き。また、八極拳の達人でもある。
瀬田とは東大在学中からの知り合いで、一時期にはサラ母子も加えて遺跡調査に世界を飛び回っていたこともある。卒業後はひなたより女子寮ひなた荘の寮長に任命される。
メンバーの中でも発言権が強いひなた荘の実質的な管理人（影の支配者）とでも言うべき存在である。血縁上は景太郎の従姉であるが、母・陽子（ひなたの長女）が若くして他界した後に祖母・ひなたに引き取られて養子となったため、当初は景太郎から「おばさん」と呼ばれていた。ただし、本人は“おば”呼ばわりされることをひどく嫌っており、アニメ版では言われるたびに景太郎に制裁を加えている。
モルモル王国のトーダイ遺跡で記康と結婚し、瀬田はるかとなる。
乙姫 むつみ（おとひめ むつみ）
声 - 雪野五月、児玉さとみ（ラブひなデスクトップアクセサリ）
生年月日：1978年3月3日、血液型：B型、一人称：私。
沖縄出身。8人兄弟の長女である。かつて幼い頃に日向公園で景太郎（片思い）、成瀬川なる（親友）、景太郎の「約束の女の子」（面識不明）たちと出会い遊び仲間の一人だったが、遠い記憶のため互いに名前や顔すら覚えていない様子。元々は中盤の景太郎となるの傷心旅行に登場したサブキャラだったが、その後東大を受験するために上京してくる。のほほんとしすぎた風貌から旅行で出会った頃の景太郎となるからは最初年下だと思われていた。
しばらくひなた荘近くのボロアパートに住んでいたが火事で焼け出され、和風茶房「日向」で住み込みバイトをすることになる。
強烈な天然ボケでマイペースの持ち主だが、スタイルは抜群である。登場初期は病弱だったためか、よく仮死状態になっていた。その割には怪力の持ち主である（ボウリングの球を片手で掴めるほど）。亀語がわかるらしく、たまと話しているシーンがある。高校時代に一度留年している。
好きなものはスイカとコタツ。他の人にスイカを切ってあげることも多い。OVAでは、四角いスイカを手に入れて喜んでいる。
登場当初から景太郎に好意を抱いており（曰く、スイカやコタツみたいなかんじ）、また景太郎と妙に波長の合う性格、そして「浦島」「乙姫」というまさにおあつらえの名前から、「約束の女の子」の最も有力な候補とされていたが、結局その立場から11巻以降は完全に干されてしまった。
当初は暗く冷静な性格となる予定だったが初登場時にはおとぼけキャラに変更されている。
サラ・マクドゥガル（Sarah MacDougall）
声 - 小林由美子、長崎みなみ（ラブひなデスクトップアクセサリ）
生年月日：1990年12月4日、血液型：A型、一人称：あたし。
瀬田やはるかの親友の娘。母親の死後は瀬田があずかっている。
気性の激しい短気な性格で言葉遣いが非常に悪く、いつも棘のある言葉を話す。また、瀬田直伝のジークンドーを悪用して、よく景太郎に暴力を振るう。
その後瀬田の多忙にともないひなた荘に住むことになる。当初は変わり者揃いの住人を嫌がっていたが、結局最大の変わり者であるカオラと意気投合し、一緒によくイタズラを仕掛けている。いわゆる「マセガキ」。
一時期、はるかの勧めで日本の小学校に通っていたが、瀬田が結婚した後は、モルモル王国の学校に通っている。
はるかのことも慕っており、はるかの鉄拳制裁で瀬田がぶっ飛ばされても、（それが二人の）仲の良さと言わんばかりに、朗らかに感じている。
尻にパンダ型のあざがあり、触れられると怒る。入浴シーンでは、必ず水着を着用している。
浦島 可奈子（うらしま かなこ）
声 - 桑谷夏子
生年月日：1983年8月1日、一人称：私。
景太郎の義妹。
両親を幼くして失い、両親の知り合いだったひなたの勧めで浦島家に養子に入る。
幼少期に景太郎に優しくしてもらったため極度のブラコン、ヤンデレになっており、特に兄の「約束の女の子」を敵視している。
浦島ひなたと一緒に世界旅行をしていたが景太郎がアメリカ留学中のひなた荘に現れ、ひなた荘を旅館に建て直し、景太郎と旅館を営むために、手段をもはや選ばない手で住人を追い出そうとした。OVAでは、自分が景太郎と結ばれるために、なるに対する数々の妨害行為を仕掛けた挙句、さらには帰国した景太郎にアプローチを仕掛けるなどやり過ぎの描写もあった。
しかし、一時帰国した養祖母・ひなたの前で数々の妨害行為や行動が発覚し、権限すべてを剥奪されて観念。身を引くしかなくなりひなたに連れ戻される形で再び海外へ渡る羽目になった。
浦島ひなた直伝の変装術と浦島柔術、ならびに腹話術が得意。
服装はゴスロリを好む。
可奈子は作者が作品の終盤に登場させることを決めている「連載を終わらせる」ためのキャラクターであるという（前作『A・Iが止まらない!』でも、ブラコンであり主人公の妹である「神戸弥生」が、その役を担ったという）。
真枝 絵馬（まえだ えま）
声 - 鈴木真仁（PS2版）、福圓美里（CDドラマ版）
生年月日：1990年1月5日。
エピローグでひなた荘にやってくる少女。
自分自身にコンプレックスを持ち、世間を見返すために東大を目指す。登場の仕方が景太郎と同じ（無断で入浴して痴漢と間違えられる）であることから「ラブひな世界の永続性の象徴」とされている。名前が回文なのを（気にしているのに）自己紹介の持ちネタにしている。
声の出演は、PS2版（後述）とCDドラマ版のみで、生年が変更されている。

### その他の人物
瀬田 記康（せた のりやす）
声 - 松本保典
生年月日：1970年7月13日。
考古学者。はるかやサラの母との古くからの知り合い。ひょんなことで景太郎と知り合い、特に景太郎が瀬田のバイトを志願したことから、一気にひなた荘の人物や景太郎と交流を深めていく。性格は温厚でおおらか。その性格は景太郎に大きく影響を及ぼし景太郎の人生の指標ともなった正しく人生の師と呼べる人物。
截拳道の達人で、神鳴流を修めた素子に何もさせないほどに強いが、なぜか浦島はるかには勝てない。本来は神とも称されるほどの威力と技の冴えを持ち合わせる劇中最強クラスの人物。かつてはるかと共に暗黒教団500人を相手に大立ち回りを繰り広げたり、帝国軍残党を壊滅させたりと大活躍をしている。はるかと同様にヘビースモーカーである。
3浪して東大文学部考古学科へ入学。東大在学中にはなるの家庭教師をしていたこともあり、彼女の憧れの人物であった。卒業後、同大学の考古学の講師として勤務し、古代カメ文明を専攻。ある目的のために世界中の遺跡調査に飛び回っている。東大の敷地内で生活したり、なるの好意にも全く気づかないなど鈍感でマイペースな性格に回りが呆れることもある。
愛車は5代目スバル・サンバー（ディアスクラシック、プレートNo.多摩41すR2-D2）だが特殊な装備が施されているらしく、第8巻130ページでは潜水機能が備わっていると瀬田自ら明言している。またそのことに関し、同ページではなると景太郎から「ボンドカーですかっ!?」と突っ込まれている。実際、パララケルス島のジャングルを走行した挙句、転がりながら景太郎に突っ込んできたり、ひなた荘でも妙なところに飛び込んだり、爆発炎上したりと、同車は彼の登場を派手に演出する。
灰谷 真之（はいたに まさゆき）
声 - 吉野裕行
生年月日：1979年2月6日。
景太郎の親友。佐々木ゼミナールでは、景太郎、白井らと共にメガネトリオを作っていた。初登場時では二浪。
手から花を出す手品が得意。2枚目ではあるが、なぜか女性にモテない。影が薄く、久々の登場では白井と共にひなた荘住人に不審者として攻撃された。強制的にスゥの手下として働かされた事がある。
白井 功明（しらい きみあき）
声 - 宮下道央
景太郎の親友。メガネトリオの一員で、背は低く小太りな方。初登場時では一浪。
メカに関してはかなり得意で、スゥに褒められたことがある（またスゥからは「小太り丸メガネ」と呼ばれていた）。灰谷と共に、スゥにこき使われた事がある。
ニャモ・ナーモ（Nyamo Namo）
声 - 水樹奈々
生年月日：1985年11月16日、血液型：O型。
パララケルス島にいる女の子で、瀬田の恩師の孫に当たる。容姿がしのぶに瓜二つ。考古学に関心を抱いていて、初登場時、瀬田の発掘チームに加わっていた。景太郎を連れ戻しに来た時の縁でしのぶと文通をしているが、しのぶのことは「シノム」と呼んでいる。
誕生日はしのぶと1日違いである。また、血液型もしのぶと同じO型である。
青山 鶴子（あおやま つるこ）
声 - 保木本由起（第12話）、長沢美樹（第25話）
生年月日：1971年9月12日。
素子の姉。神鳴流の剣士。既婚。
神鳴流の歴史の中でも一、二を争うほどに強い。その腕前は、結婚して引退した後でも衰えを知らない。素子を後継者に相応しい立派な剣士にするために厳しくあたっている。普段は物腰柔らかな京美人だが、怒ると鬼のように恐ろしくなる。妹同様生き御霊うつしの術を使えるが、こちらは人間に対しても確実に成功するほどの精度を誇る。
『魔法先生ネギま!』にも桜咲刹那の回想にて1シーンのみ登場しており、刹那の神鳴流の師範を務めていた模様。
元々作者は名前を特に考えていなかったが、XEBECのアニメ制作スタッフが便宜上「鶴子」と名付けたものを作者がOKを出した、「逆輸入」のネーミング。
浦島 ひなた（うらしま ひなた）
声 - 野沢雅子
景太郎・可奈子・はるかの祖母（はるかを養子にしたため、彼女の義母でもある）。現在は新たな恋を求め、物語開始の一年以上前から世界一周旅行に出ている。
作中では「ひなた荘のラスボス」と呼ばれていて、旅先から時折送られてくるファックスの内容には誰一人逆らうことができない。謎が多いキャラクターで、作中その顔は一切描かれなかった（漫画の冒頭に登場するひなたは、景太郎のイメージである）。アニメ版では名前が「ひな」になっている。
乙姫 なつみ（おとひめ なつみ）
むつみの母。沖縄の離島に住んでおり、むつみをはじめ8児の母である（長女・むつみ、次女・ちなみ、三女・ななみ、四女・たまみ、長男・つくも、五女・あかり（双子）、六女・かがり（双子）、七女・ぽかり）。むつみそっくりの若々しい容姿と天然ボケの性格の持ち主。
若い頃は、ひなた旅館（現在のひなた荘）に住み込みで働いていたことがあり、浦島ひなたとは旧知の仲。
アニメ・ゲーム版共に登場しなかった。
ジュリア・マクドゥガル（Julia MacDougall）
サラの母。幼い頃のサラを連れて瀬田やはるかと共に発掘のために世界を飛び回っていたが、若くして他界したようで、劇中ではすでに故人となっている。死に際に、瀬田へはるかに結婚指輪を渡すよう遺言を残した。
なお、ジュリアという名前は公式設定ではなく、作者が便宜上付けたものである。また、『A・Iが止まらない!』の登場人物であるシンシア・マクドゥガルとの血縁関係をほのめかすコメントも残している。

### 動物
温泉 たまご（おんせん たまご）
声 - 前田ゆきえ、林原めぐみ（コミックスイメージアルバム）
読者投票によって愛称がタマに決定する。3巻で、景太郎となるがむつみから貰った、メスの温泉ガメ（作中に登場する架空の亀）。
「みゅ〜」と鳴く。飛行能力をはじめ、字を書いたり、分数の問題を解くことができたりと、およそカメとは思えない特殊能力がたくさんある。成人（成亀?）するのに50年かかる。普段はひなた荘の周りを飛び回っている。高速形態では、時速約60kmで飛行できるらしい。前半ではよくカオラに食べられそうになる。
四神の玄武に対応している。
クロ
声 - 松岡由貴
可奈子の飼っている黒猫。耳を使って空を飛ぶことができる。可奈子の腹話術によって話しているように見せかけることもできる。
四神の白虎に対応している。
疾風（はやて）
鳥の姿をした金色の式神。神鳴流継承者の証で、当初は鶴子が所持していたが、素子が鶴子を倒して譲り受けた。持ち主の霊力によって大きさが変わる。
四神の朱雀に対応している。
烈風（れっぷう）
疾風を素子に譲渡した後、鶴子が所持している漆黒の式神。
レオン
絵馬のつれているカメレオン。
四神の青龍に対応している。
デカたま
ニャモのつれているカメ。
温泉カメではあるが、成人済みであるために空を飛べない。タマに愛情（食欲？）を抱いている。
カメ集団（かめしゅうだん）
パララケルス島の砂漠に住むカメたち。デカたまと同じ種類のカメである。また、12巻でも登場している。
砂漠の主（さばくのぬし）
パララケルス島の砂漠にいるカメ。通称ぬしタマ。
体長3mと結構大きい。飛ぶことができ、飛行速度もかなり速い。温泉カメであるが空を飛べる事から成体ではない。

### アニメ版オリジナルキャラクター
成瀬川 メイ（なるせがわ メイ）
声 - 白鳥由里
なるの義理の妹。景太郎の義妹・可奈子と異なり、親同士が再婚した際の連れ子である。一見なるにそっけない態度を取ることが多いが、実際は姉のことを慕っている。
当初はなるを実家に連れ戻す目的でひなた荘に来て、なると景太郎との間を邪魔していたが、景太郎に優しくされ、なるの本心を知ってからは180度転換し、2人の関係を応援するようになった。
当初はなるを「なるお姉さん」、景太郎を「管理人」と呼んでいたが、和解してからはそれぞれ「なるちゃん」「浦島さん」と呼んでいる。話し方も冷たい敬語口調から、柔らかい口調に変化した。
服装は私立校の制服風でお嬢様系だが、春スペシャルのみ、カジュアルなスタイルとなっている。
原作でも最終話に逆輸入の形で2コマのみ登場した。
『魔法先生ネギま!』の登場人物・佐倉愛衣のモデル。
坂田 健太朗（さかた けんたろう）
声 - 置鮎龍太郎
なるが通っていた「ひなた高等学校」のクラスメイト。実家は少々お金持ちの中流家庭で、彼の父親は機器関係の会社を経営しているらしい。
下の名が景太郎と似ているためか、「さかたけいたろう」と誤った呼ばれ方をされたり、久々の出番で名前自体を忘れられたりすることが多く、その度に、フルネームのテロップが表示された。
美男子で、高校卒業時では卒業生代表を務めるなど、女子たちの憧れの存在であった。しかし、彼は高校1年の頃からなるに想いを寄せていた。卒業後は、K大学医学部へ入学し、プロダクション同好会（サークル）へ所属。なるに少しでも接近したかった彼は、イベント「ひなた市アイドルコンテスト」を開催、事務所を興してグランプリに輝いたなるをアイドルにまで育て上げた事がある（ところが、彼のやり方が気に入らなかったみつねによって、事務所は倒産）その一方、なるもこういった男子は別にタイプではないらしく、それほど相手にはしなかった。彼も最初はなるを本命としていたが、一向に振り向いてくれなかったため、アプローチ先をコロコロと変えるようになる。こういった軽薄さが災いし、ひなた荘の他の住人たちからも相手にされることはなかった。
事務所の倒産後は、多額の借金の返済のため、時給150円という法外に安いバイト料ではるかに雇われる。
当初は景太郎を見下していたが、しだいに友好的になり、良きライバルとなった。また、ジェットマシン（父親の会社製品）や自動車を運転する描写もよく見られ、アニメ版の後半及びOVAでは景太郎となるのために、大いに活躍することとなる（それと同時に、みつねにこき使われる場面も増えた）。
アマラ・スゥ
声 - 久川綾
カオラ・スゥの姉。
日本語は江戸っ子口調である。普段はモルモル王国で暮らしているが、来日中はむつみの隣室に居住。その際、浴室の壁をぶち抜いて両部屋共通に改造し、文字通りの裸の付き合いをしていたらしい。
後述するランバ・ルゥのことを好いている。
ランバ・ルゥ
声 - うえだゆうじ
カオラ・スゥの従兄。
普段はモルモル王国で暮らしており、原作でも名前のみ登場する。眼鏡をかけると景太郎そっくりの容姿をしており（眼鏡を取ると景太郎より大人っぽい顔つきであり、似ていない）、カオラ・スゥからは「にーさま」と呼ばれて慕われている。
名前は『機動戦士ガンダム』の登場人物ランバ・ラルのパロディ。
アニメでは登場当初はカオラを妻にしようとしていたが、カオラとひなた荘住民に説得され、その際にアマラの想いを知ることになる。また、先述の行動がきっかけで、日本で景太郎と出会ったカオラは「ランバとの結婚から逃れたい」という思いと「早く大人になってランバと結婚したい」という思いがせめぎ合い、彼女が変身能力を得ることとなった。
前原 康治（まえはら こうじ）
声 - 江原正士
しのぶの父親。
ひなた荘の近くにある「ひなた食堂」を営んでいたが、妻（声 - 鶴ひろみ）との仲が悪化して離婚に至る。その際にしのぶを引き取ろうとしたが、しのぶはひなた荘に住むことを宣言して断られた。後にタクシードライバーに転向し、しのぶとの再会を果たす。
太地 亜紀子（たいち あきこ）
声 - 林原めぐみ
カオラ、しのぶらが通っている女子中学校（私立）の生徒で、しのぶのクラスメイト。
序盤では悪質なイジメに遭っていたが、頼りない担任は当てにはできず、しのぶと同様に内気で心優しい彼女は、これをイジメとは受け取っておらず、常に飄々とした態度をとっていた。
おっとりとしているが、芯は強い。また、クラスでただ1人かばってくれたしのぶに対して友情を抱くようになった。後に1学年先輩に当たるカオラとも仲良しとなり、休日にはひなた荘へよく遊びに来るようになる。
松本 幸代（まつもと さちよ）
声 - 前田ゆきえ
素子の後輩。
素子を慕っている三人娘の一人で、ショートヘアの女の子。常にえみ・菊子とトリオで行動している。
市川 えみ（いちかわ えみ）
声 - 保木本由起
素子の後輩。
素子を慕っている三人娘の一人で、お団子頭のロングヘアの女の子。過剰に素子を慕っている菊子に比べ、純粋に憧れているという感じが強い。
尾上 菊子（おのえ きくこ）
声 - 秋田まどか
素子の後輩。
素子を慕っている三人娘の一人で、毛先のハネたセミロングの女の子。慕う気持ちが強すぎたのか、景太郎と一つ屋根の下で暮らす素子を「堕落した」などと非難したことがある。また悪霊に乗っ取られて景太郎を攻撃し、素子に除霊されたこともあった。
男性自体を毛嫌いしているようだが、春スペシャルでは男子に告白されたしのぶを祝福したり、景太郎に告白するように示唆したりもした。
なお、素子の後輩トリオは全員、苗字は歌舞伎役者から取っている。
萌（もえ）
声 - こおろぎさとみ
パリ万博で展示された後、東京帝大に保管されていた西洋からくり人形。「約束の女の子」に瓜二つだが、髪の色が異なる。
99年間大事にされ続けたため、100年目に付喪神となって心が宿ったらしい。自力で動き、言葉を話すこともできるが、その声は景太郎とむつみにしか聞こえない。
足が故障しており、景太郎の曾祖父・景介が買い取り修理される予定だったが、修理することを彼が忘れていたため、長らくひなた荘の倉庫に埋もれていた。しかし、景太郎が子供の頃に出会い結婚の約束をする。それから現在の景太郎たちによって発見され、景太郎にも足が壊れて動かないことが分かり、カオラやサラによって修理された。
景太郎のことを愛していたが、なるの景太郎に対する想いを悟るとその心は体を離れ、ただの人形に戻ってしまった。
OVA『ラブひな Again』にも登場する。
浦島 景介（うらしま けいすけ）
声 - うえだゆうじ
生年月日：1916年（もしくは1917年）、没年月日：不明。
ひなたの父で、景太郎の曾祖父。風貌は景太郎と瓜二つで、とても優しき人であったらしい。
彼はすでに10代で結婚しており、17歳にして娘ひなたをもうける。1930年代には、東京帝大（現・東大）より1体の人形「Mome（＝萌）」を買い取っている。その人形「萌」の足を修理するつもりであったが、すっかり忘れてしまったため、果たすことはなかった。しかし、彼の約束は曾孫（景太郎）の代で果たされた。
浦島 陽子（うらしま ようこ）
ひなたの長女で、はるかの実母（景太郎の実の伯母）。はるかが幼い頃に他界している。小説版によると、現在のはるかと瓜二つの容姿だったらしい。
赤松先生（あかまつ せんせい）
声 - 赤松健（特別出演）
アニメ版のみ登場する、半ばオリジナルキャラ。
『A・Iが止まらない!』の作者である売れっ子漫画家で、第14話で景太郎のバイト先として声のみ登場。
クリスマススペシャルでは初めて姿を見せ、お金を使い果たして路頭に迷っていたしのぶとみつねと出会い、自分のマンガ販売で売り子として一日だけ雇い、バイト代を払って2人を助けた。
春スペシャルでは、連載が一段落して世界一周のクルージングを満喫していたが、乗っていた船を素子・みつね・むつみに乗っ取られてしまい、強制的にパララケルス島へ向かわされた（この時、「長いセリフは勘弁してください」とぼやいている）。

### ゲーム版オリジナルキャラクター
藤沢 みづほ（ふじさわ みづほ）
声 - 今井由香
生年月日：1980年3月12日。
ドリームキャスト版2作品（後述）のみに登場。
現役の東大生。景太郎の家庭教師としてひなた荘を突然訪れ、景太郎が東大に受からなかったら結婚すると宣言してひなた荘の住人の度肝を抜く。休学中に海外留学を経験しており、その際にひなた婆さんから景太郎のことを頼まれたらしい。
景太郎が東大に合格した後もひなた荘に顔を見せている。

## 用語

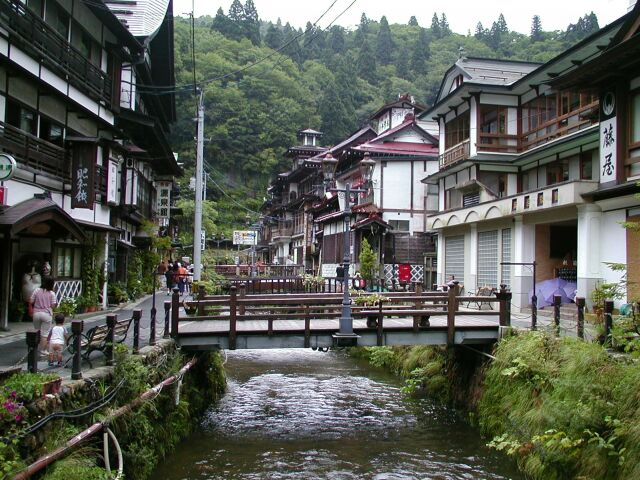
ひなた温泉街モデル銀山温泉温泉街(尾花沢市)

ひなた荘（ひなたそう）
神奈川県日向市ひなた町にある男子禁制の寮。元は「ひなた旅館」という温泉旅館だったが、女将・浦島ひなたが世界旅行に出かけて以降、女子寮になった。建物は本館（北南）、新館、離れ、庵、無人別館に分かれていて、住人達は本館と新館で暮らしている。なぜか建物全体に秘密通路が存在する。モデルは銀山温泉の温泉旅館であると作者が公式サイトで明言しており、連載終了後も銀山温泉に静養に行ったと公式サイトで語っている。
無人別館（むじんべっかん）
恐るべき魔力があり、ここで泊まったカップルは必ず幸せになる。そのため、「縁結びの宿」の別名を持つ。かつて何千組ものカップルが結ばれたが、あまりの効き目に政略結婚などの悪用に使われたため、先々代によって封印がかけられた。景太郎が効果を破った途端に損壊し、使用不可能となる。
和風喫茶「日向」（わふうきっさ「ひなた」）
浦島はるかが経営する喫茶店。当初、従業員は店長・はるかだけだったが、7巻でアパート「ひかげ荘」を焼け出されて以降、乙姫むつみが住み込みでアルバイトをするようになる。またテレビアニメ版では、借金返済という名目で坂田健太郎がアルバイトをする。はるかが瀬田記康と結婚してからは、店は紺野みつねに譲渡されている。
ひかげ荘（ひかげそう）
上京したむつみが当初入居した、ひなた荘の近所にある古いアパート。ドアの前に電車の線路があるなど、かなり危険な部分がある。2000年1月1日早々に火事で全焼してしまったが、むつみ以外に住人はおらず、むつみも無事だったために大惨事にはならずに済んだ。アニメ版では火事に遭っていない。
ひなた市（ひなたし）
ひなた荘が存在する、神奈川県にあるという設定の架空の都市。最寄のゼミまで30分かかる結構な田舎町。海に面している。また路面電車が走っており、ひなた荘の前でも停まる。「日向」という住所は神奈川県伊勢原市郊外に実在し、日向温泉ではないが近くには温泉がある。
町内会の人々（老人）
ひなた市内で土産屋を営んでいる人々だが、なぜか店におらず、外をぶらついていることが多い。ひなた荘の住人に出くわすと、「夢」や「現実」に関する格言めいたことを述べ、そのまま湯煙に紛れてどこかへ消えてしまうという、かなり謎の存在。全員「ひなた温泉」と文字の入ったお揃いの袢纏を着ている。
リッド君（リッドくん）
作中でかつて放送されていた子供向けアニメの主人公。なるはこのキャラのぬいぐるみを持っており、管理人室への穴を塞ぐ重石として使い続けている。物語の中盤で、「約束の女の子」の手がかりとなる重要アイテムであることが発覚する。「ハカセ」「オオボケ」という仲間がおり、それぞれ景太郎・なる・むつみのキャラクターを暗示している。
連載開始当初はピカチュウの予定だった。
パララケルス島（パララケルスとう）
太平洋に浮かぶ南国の島で、ニャモ・ナーモの出身地である。カメ文明の遺跡があり、島なのにもかかわらず少し大きめの砂漠もある。日付変更線の反対側にあるため、日付が1日遅い。また、砂漠にはパララケルスオオコブラなどの危険動物が多数生息しており、日中は砂の中に潜んでいる。
モルモル王国（モルモルおうこく）
カオラ・スゥの出身国。首都はトーダイ。トーダイ遺跡というカメ文明の遺跡があり、そこには愛し合う2人が行くと幸せになれるという伝説がある。実は世界最高の科学技術を持っているが、国民には自覚がない。通貨単位はモルモル（日本円では50円程度）で、適当に発行しているためにレートは安定していないが、国民は皆裕福なので問題ないらしい。軍隊では主に飛行船が使われている。
神鳴流（しんめいりゅう）
青山鶴子・素子姉妹の実家の道場で教えられている剣術の流派。後に『魔法先生ネギま!』にも登場している。詳細は京都神鳴流を参照。
止水（しすい）
中盤まで素子が使っていた刀。元は鶴子の物だったが、素子に譲った。しかし、9巻で素子に見切りをつけた鶴子に折られてしまう。名前の由来は「明鏡止水」からだとされている。
妖刀ひな（ようとうひな）
鶴子に止水を折られた後、素子が使っている刀。元々は浦島家に代々伝わっている品物で、かつて京都を火の海に変え、神鳴流を壊滅寸前まで追い込んだいわくつきの品である。
『魔法先生ネギま!』では、流派の一員が使っている（入手の経緯は不明）。
浦島流柔術（うらしまりゅうじゅうじゅつ）
浦島家に代々伝わる柔術。素子は浦島可奈子のことを「浦島流柔術継承者」と呼んでいたが、真偽は不明。
瀬田カー（せたカー）
瀬田記康の愛車。ナンバーは『多摩41 す R2-D2』。初登場時から何度もぶつかったり、吹っ飛んだり、炎上したりしたが、決して故障しない（すなわち景太郎と同じく不死身）。なぜか砂漠でも水中でも走ることができる（景太郎曰くボンドカー）。物語終盤では景太郎が乗っている。モデルは富士重工業製軽ワゴン、スバル・サンバーディアスクラシック（1993年 - 1999年）。

## 書誌情報

### 単行本
『魔法先生ネギま!』連載中も新規の読者層からの需要があった事から重版が続けられていたが、株式会社Jコミ設立の際の無料公開の実験のため、赤松自らの講談社への申請により絶版している。
- 赤松健 『ラブひな』 講談社〈講談社コミックス〉、全14巻
  1. 1999年3月17日第1刷発行（1999年3月15日発売[30]）、ISBN 4-06-312670-6
  2. 1999年4月16日第1刷発行（1999年4月14日発売[31]）、ISBN 4-06-312681-1
  3. 1999年6月17日第1刷発行（1999年6月15日発売[32]）、ISBN 4-06-312705-2
  4. 1999年9月16日第1刷発行（1999年9月13日発売[33]）、ISBN 4-06-312739-7
  5. 1999年11月17日第1刷発行（1999年11月15日発売[34]）、ISBN 4-06-312776-1
  6. 2000年2月17日第1刷発行（2000年2月15日発売[35]）、ISBN 4-06-312805-9
  7. 2000年4月17日第1刷発行（2000年4月12日発売[36]）、ISBN 4-06-312827-X
  8. 2000年7月17日第1刷発行（2000年7月14日発売[37]）、ISBN 4-06-312863-6
  9. 2000年10月17日第1刷発行（2000年10月14日発売[38]）、ISBN 4-06-312892-X
  10. 2001年1月17日第1刷発行（2001年1月15日発売[39]）、ISBN 4-06-312923-3
  11. 2001年4月17日第1刷発行（2001年4月13日発売[40]）、ISBN 4-06-312958-6
  12. 2001年7月17日第1刷発行（2001年7月13日発売[41]）、ISBN 4-06-312991-8
  13. 2001年10月17日第1刷発行（2001年10月15日発売[42]）、ISBN 4-06-313029-0
  14. 2002年1月17日第1刷発行（2002年1月15日発売[43]）、ISBN 4-06-313070-3

### カラー版
- 赤松健 『ラブひな IRO-HINA version』 講談社〈プレミアムKC、KCデラックス〉、全14巻
  1. 2001年7月発行（2001年7月13日発売[44]）、ISBN 4-06-330129-X
  2. 2001年11月発行（2001年11月14日発売[45]）、ISBN 4-06-330143-5
  3. 2002年4月発行（2002年4月15日発売[46]）、ISBN 4-06-334526-2
  4. 2002年7月発行（2002年7月15日発売[47]）、ISBN 4-06-334568-8
  5. 2002年9月発行（2002年9月18日発売[48]）、ISBN 4-06-334603-X
  6. 2002年11月発行（2002年11月13日発売[49]）、ISBN 4-06-334623-4
  7. 2003年1月発行（2003年1月15日発売[50]）、ISBN 4-06-334667-6
  8. 2003年3月発行（2003年3月18日発売[51]）、ISBN 4-06-334685-4
  9. 2003年5月発行（2003年5月14日発売[52]）、ISBN 4-06-334720-6
  10. 2003年7月発行（2003年7月15日発売[53]）、ISBN 4-06-334748-6
  11. 2003年9月発行（2003年9月13日発売[54]）、ISBN 4-06-334766-4
  12. 2003年11月発行（2003年11月17日発売[55]）、ISBN 4-06-334798-2
  13. 2004年1月発行（2004年1月16日発売[56]）、ISBN 4-06-334833-4
  14. 2004年4月発行（2004年4月16日発売[57]）、ISBN 4-06-334851-2

### 文庫本
- 赤松健 『ラブひな』 講談社〈講談社漫画文庫〉、全7巻
  1. 2014年6月発行（2014年6月12日発売[58]）、ISBN 978-4-06-384984-4
  2. 2014年7月発行（2014年7月11日発売[59]）、ISBN 978-4-06-384985-1
  3. 2014年8月発行（2014年8月12日発売[60]）、ISBN 978-4-06-384986-8
  4. 2014年9月発行（2014年9月12日発売[61]）、ISBN 978-4-06-384987-5
  5. 2014年10月発行（2014年10月10日発売[62]）、ISBN 978-4-06-384988-2
  6. 2014年11月発行（2014年11月12日発売[63]）、ISBN 978-4-06-384989-9
  7. 2014年12月発行（2014年12月12日発売[64]）、ISBN 978-4-06-384990-5

### 新装版
- 赤松健 『新装版 ラブひな』 講談社〈KCデラックス〉、全7巻
  1. 2017年12月発行（2017年12月8日発売[65]）、ISBN 978-4-06-510578-8
  2. 2018年1月発行（2018年1月9日発売[66]）、ISBN 978-4-06-510724-9
  3. 2018年1月発行（2018年1月9日発売[67]）、ISBN 978-4-06-510725-6
  4. 2018年2月発行（2018年2月9日発売[68]）、ISBN 978-4-06-510959-5
  5. 2018年2月発行（2018年2月9日発売[69]）、ISBN 978-4-06-510960-1
  6. 2018年3月発行（2018年3月9日発売[70]）、ISBN 978-4-06-511066-9
  7. 2018年3月発行（2018年3月9日発売[71]）、ISBN 978-4-06-511068-3

### ファンブック
- 漫画版ファンブック
  - 『ラブひな0』 2000年7月発行（2000年7月14日発売[72]）、ISBN 4-06-334314-6
  - 『ラブひな∞』 2002年7月発行（2002年7月15日発売[73]）、ISBN 4-06-334578-5
- アニメ版ファンブック
  - 『アニひな Ver.1〜内風呂編〜』 2000年8月発行（2000年8月1日発売[74]）、ISBN 4-06-334325-1
  - 『アニひな Ver.2〜露天風呂編〜』 2000年11月発行（2000年11月7日発売[75]）、ISBN 4-06-334351-0

### イラスト集
- 『アニひな ART COLLECTION』 2001年8月発行（2001年8月6日発売[76]）、ISBN 4-06-334436-3

### 小説
- 講談社〈マガジンノベルス〉
  - 葉月九ロウ 『ラブひな 混浴厳禁』 2001年5月発行（2001年5月17日発売[77]）、ISBN 4-06-324342-7
  - 川崎ヒロユキ 『ラブひな2 秘湯解禁』 2002年2月発行（2002年2月15日発売[78]）、ISBN 4-06-324345-1

## アニメ
テレビアニメは2000年4月19日から9月27日にテレビ東京系列および岐阜放送（独立局）で放送。毎週水曜日の22時28分から22時54分というゴールデンタイムと深夜アニメとのいずれにも属さない夜10時台に放送された。全24話。製作はXEBEC。
原作漫画との差異としては、放送前半ではオリジナル要素を混ぜつつもほぼ原作に忠実な内容だったが（ただし、OVAを除きパンチラ描写は控えられている）、後半では原作に追いついてしまったためにオリジナルストーリーとなり、ラブコメの古典的な三角関係を導入するなどした。
テレビ本放送終了後、本編全24話の続きとして、2000年12月25日正午より「クリスマス・スペシャル ～サイレント・イヴ～」がテレビ東京系列のみで放送された。さらに2001年4月2日には「春スペシャル ～キミ サクラチルナカレ!!～」がテレビ東京で放送された。2か月遅れでテレビせとうちでも放送されている（他の系列4局および系列外局では未放送）。その他、OVAで第25話、アニメとしては完結編となる『ラブひな Again』が発表されている。
林原めぐみが歌う主題歌『サクラサク』のCDシングルはオリコンでは初登場7位、メーカーによる出荷売上では発売2週間で売上20万枚 を記録。また、DVD第3巻『ラブひな PROCESS 3』は2000年10月12日付のオリコンセルDVDチャートで発売2週目の浜崎あゆみのツアーDVDを抑えて初登場1位を記録するなど、関連商品はいずれも大きな売り上げをみせた。番組の公式ウェブサイトはテレビ東京系番組の中でも常にトップ3に入るほどのアクセスを記録し、当時としては異例の週3万アクセスに達したこともある。
テレビアニメが放送されている間、当時のライコスジャパン株式会社が運営していたポータルサイトLYCOSとのタイアップを行った。CMにはなる役の堀江由衣が出演し、ライコス側で特設サイトを設置していた。
原作の設定資料巻にあたるアニメ版資料・画集「アニひな」も2冊刊行された。

### スタッフ
- 監督 - 岩崎良明
- シリーズ構成 - 葉月九ロウ
- キャラクターデザイン - うのまこと
- コスチュームデザイン - 山岡信一
- プロップデザイン - 安彦英二
- 美術監督 - 高山八大
- 色彩設計 - 金丸ゆう子
- 撮影監督 - 広瀬勝利、広川二三男
- 編集 - 大竹弥生
- オーディオ演出 - 田中英行
- 音楽 - 是永巧一、岩本正樹
- プロデューサー - 岩田圭介、池田慎一、下地志直
- 製作 - XEBEC、テレビ東京、読売広告社

### 主題歌
オープニングテーマ「サクラサク」（第1話 - 第25話、クリスマス・スペシャル）
作詞・作曲 - 岡崎律子 / 編曲 - 十川知司 / 歌 - 林原めぐみ
春スペシャルではエンディングとして使用された。
エンディングテーマ「君さえいれば」（第1話 - 第23話、第25話）
作詞・作曲 - 岡崎律子 / 編曲 - 十川知司 / 歌 - 林原めぐみ
エンディングテーマ「はじまりはここから」（第24話）
作詞・作曲 - 岡崎律子 / 編曲 - 十川知司 / 歌 - 林原めぐみ
エンディングテーマ「祝福」（クリスマス・スペシャル）
作詞・作曲 - 岡崎律子 / 編曲 - 十川知司 / 歌 - 堀江由衣、倉田雅世、浅川悠、高木礼子、野田順子、雪乃五月、小林由美子 / コーラス - 岡崎律子

### 挿入歌
「笑顔の未来へ」
作詞 - 有森聡美 / 作曲 - 古池孝浩 / 編曲 - 岩本正樹 /  歌 - 堀江由衣
「毎日がお天気」
作詞 - 有森聡美 / 作曲 - 櫻井真一 / 編曲 - T.J / 歌 - 堀江由衣
「約束」
作詞 - 有森聡美 / 作曲 - 山下俊 / 編曲 - 岩本正樹 / 歌 - 堀江由衣
「リッドくんの大冒険」（第24話）
作詞 - 有森聡美 / 作曲・編曲 - 五島翔 / 歌 - 上田祐司、堀江由衣、雪乃五月
「恋の天使 舞い降りて」（クリスマス・スペシャル）
作詞 - 根津洋子 / 作曲 - 真友 / 編曲 - 太田美知彦 /  歌 - やまとなでしこ
「WINTER WISH」（クリスマス・スペシャル）
作詞・作曲 - 米倉千尋 / 編曲 - 門倉聡 歌 - 米倉千尋
「わたしのうた」（春スペシャル）
作詞 - Aug 9th / 作曲・編曲 - 五島翔 / 歌 - 景太郎（上田祐司）&ひなたガールズ［成瀬川なる（堀江由衣）、前原しのぶ（倉田雅世）、青山素子（浅川悠）、カオラ・スゥ（高木礼子）、紺野みつね（野田順子）、乙姫むつみ（雪乃五月）、サラ・マクドゥガル（小林由美子）］
「ニャモちゃんのうた～LA LA LA Ver.～」（春スペシャル）
作詞 - 有森聡美 / 作曲・編曲 - 五島翔 / 歌 - ニャモ（水樹奈々）

### 各話リスト
| 話数 | サブタイトル                              | 脚本              | 絵コンテ            | 演出              | 作画監督                     | 放送日         |
| ---- | ----------------------------------------- | ----------------- | ------------------- | ----------------- | ---------------------------- | -------------- |
| 1    | 露天風呂つきの女子寮 温泉な               | 葉月九ロウ        | 岩崎良明            | 須藤隆            | うのまこと                   | 2000年 4月19日 |
| 2    | ひなた荘の新住人しのぶ 矢印な             | 葉月九ロウ        | 岩崎良明            | 杉谷光一          | 倉嶋丈康 青山正宣            | 4月26日        |
| 3    | 恋する!? ケンドー娘 剣劇な                | 稲荷昭彦          | 錦織博              | 佐藤修            | 永田正美                     | 5月3日         |
| 4    | 東大の約束は15年前 日記な                 | 石川学 葉月九ロウ | 桜美勝志            | 井硲清高          | 中田正彦                     | 5月10日        |
| 5    | 急接近! 京都二人旅 ドキドキハラハラな     | 西園悟            | 小林孝志            | 成田歳法          | 本橋秀之                     | 5月17日        |
| 6    | 景太郎、初キス? の相手 旅路な             | 川崎ヒロユキ      | うえだしげる        | うえだしげる      | 植田実                       | 5月24日        |
| 7    | 初デート、景太郎のしたごころ いまどきな   | 葉月九ロウ        | 木村真一郎          | 須藤隆            | 河野利幸                     | 5月31日        |
| 8    | ケンドー娘の竜宮伝説 夢かな               | 川崎ヒロユキ      | 小林孝志            | 菱田正和          | 戸部敦夫                     | 6月7日         |
| 9    | ひなた荘密室現金強奪事件 ミステリな       | 堺三保            | 桜美かつし          | 桜美かつし        | 中矢雅樹                     | 6月14日        |
| 10   | 月夜にさまよう美女の正体は? 変身な        | 葉月九ロウ        | 金子伸吾            | 杉谷光一          | 高見明男                     | 6月21日        |
| 11   | 目指せ東大生アイドルは予備校生 歌うな     | 葉月九ロウ        | 村山靖              | 村山靖            | 柳沢まさひで                 | 6月28日        |
| 12   | お色直し? 剣豪モトコの晴れ着姿 女の子な   | 高山カツヒコ      | うえだしげる        | うえだしげる      | 植田実                       | 7月5日         |
| 13   | 初キスの味はレモン? マシュマロ? おとな    | 葉月九ロウ        | 岩崎良明            | 須藤隆            | 本橋秀之                     | 7月12日        |
| 14   | 再会? なる憧れの人は今東大講師 ラブへな   | 黒田洋介          | 錦織博              | 井硲清高          | 中田正彦                     | 7月19日        |
| 15   | 好き! 洞くつの中のラブラブ宣言 ほらあな   | 堺三保            | 木村真一郎          | 杉谷光一          | 河野利幸                     | 7月26日        |
| 16   | 海の家・浜茶家ひなたのサル芝居 チュウかな | 川崎ヒロユキ      | 佐藤修              | 佐藤修            | 永田正美                     | 8月2日         |
| 17   | 海…なるにドキッ! 妖怪にクラッ 妖しいな    | 高山カツヒコ      | 須藤隆              | 須藤隆            | 植田実                       | 8月9日         |
| 18   | それぞれの浴衣のきみと夏祭り ほな         | 葉月九ロウ        | 杉谷光一            | 杉谷光一          | 本橋秀之                     | 8月16日        |
| 19   | 玉の輿? 海のむこうの皇太子 暖かな         | 葉月九ロウ        | 井硲清高            | 井硲清高          | 中田正彦                     | 8月23日        |
| 20   | 眠りの少女とセピア色の約束 カラクリな     | きむらひでふみ    | 村山靖              | 村山靖            | 柳沢まさひで 植田実 中島利洋 | 8月30日        |
| 21   | 嫉妬爆発!? ボート上のお熱い二人 わなわな  | 葉月九ロウ        | 川崎逸朗            | うえだしげる      | 河野利幸                     | 9月6日         |
| 22   | 妹メイのたくらみ、密室大作戦 そんな       | 葉月九ロウ        | 佐藤修              | 佐藤修            | 永田正美                     | 9月13日        |
| 23   | 成瀬川なる、揺れる女心と景太郎 こなごな   | 葉月九ロウ        | 井硲清高            | 須藤隆            | 高見明男                     | 9月20日        |
| 24   | 祝! サクラサクのは東大? 恋? みんな        | 葉月九ロウ        | 岩崎良明            | 杉谷光一          | うのまこと                   | 9月27日        |
| 25   | 素子のセンタク、恋か剣… 泣くな            | 葉月九ロウ        | 川崎逸朗            | 川崎逸朗          | 石井明治                     | 未放映         |
| 冬   | クリスマススペシャル 〜サイレント・イヴ〜 | 葉月九ロウ        | 岩崎良明 木村真一郎 | 高瀬節夫 成田歳法 | 高見明男 山岡信一            | 12月25日       |
| 春   | 春スペシャル 〜キミ サクラチルナカレ!!〜  | 葉月九ロウ        | 岩崎良明 木村真一郎 | 岩崎良明          | 高見明男 山岡信一            | 2001年 4月2日  |

### 放送局
| 放送地域       | 放送局         | 放送期間                | 放送日時                     | 放送系列       | 備考                            |
| -------------- | -------------- | ----------------------- | ---------------------------- | -------------- | ------------------------------- |
| 関東広域圏     | テレビ東京     | 2000年4月19日 - 9月27日 | 水曜 22:28 - 22:54           | テレビ東京系列 | 製作局                          |
| 北海道         | テレビ北海道   | 2000年4月19日 - 9月27日 | 水曜 22:28 - 22:54           | テレビ東京系列 |                                 |
| 愛知県         | テレビ愛知     | 2000年4月19日 - 9月27日 | 水曜 22:28 - 22:54           | テレビ東京系列 |                                 |
| 大阪府         | テレビ大阪     | 2000年4月19日 - 9月27日 | 水曜 22:28 - 22:54           | テレビ東京系列 |                                 |
| 岡山県・香川県 | テレビせとうち | 2000年4月19日 - 9月27日 | 水曜 22:28 - 22:54           | テレビ東京系列 |                                 |
| 福岡県         | TVQ九州放送    | 2000年4月19日 - 9月27日 | 水曜 22:28 - 22:54           | テレビ東京系列 |                                 |
| 岐阜県         | 岐阜放送       | 2000年4月19日 - 9月27日 | 水曜 22:28 - 22:54           | 独立局         |                                 |
| 奈良県         | 奈良テレビ     | 2000年4月24日 - 10月2日 | 月曜 18:30 - 19:00           | 独立局         |                                 |
| 滋賀県         | びわ湖放送     | 2000年4月27日 - 10月5日 | 木曜 22:30 - 23:00           | 独立局         |                                 |
| 和歌山県       | テレビ和歌山   | 2000年4月27日 - 10月5日 | 金曜 1:10 - 1:40（木曜深夜） | 独立局         |                                 |
| 新潟県         | 新潟テレビ21   | 2000年5月6日 - 12月9日  | 土曜 3:04 - 3:34（金曜深夜） | テレビ朝日系列 | 「朝まで生テレビ!」放送週は休止 |
| 福島県         | テレビユー福島 | 2000年5月9日 - 10月17日 | 火曜 1:20 - 1:50（月曜深夜） | TBS系列        |                                 |

### OVA
『ラブひな Again』（ラブひな アゲイン）のタイトルで、2002年にOVAとして製作。景太郎が東大に合格、その入学式からのストーリー。キャラクターデザインがうのまことから前田明寿に替わり、原作に忠実な作画になるなど、大幅に変更された。
スタッフ
- 監督 - 岩崎良明
- シリーズ構成・脚本 - 葉月九ロウ
- キャラクターデザイン - 前田明寿
- プロップデザイン - 山岡信一
- 美術監督 - 朝倉千登勢
- 色彩設計 - 金丸ゆう子
- 撮影監督 - 広瀬勝利
- 編集 - 大竹弥生
- オーディオ演出 - 田中英行
- 音楽 - 光宗信吉
- プロデューサー - 森山敦、平松巨規
- アニメーション制作 - XEBEC
- 製作 - ラブひなAgain製作委員会

主題歌
オープニングテーマ「キラリ☆宝物」
作詞・作曲 - 雲子 / 編曲 - 十川知司 / 歌 - 堀江由衣
エンディングテーマ「be for you, be for me」
作詞・作曲 - 伊藤千夏 / 編曲 - 五島翔 / 歌 - 堀江由衣
各巻リスト
| 巻数 | サブタイトル | 絵コンテ | 演出     | 作画監督                     | 発売日        |
| ---- | ------------ | -------- | -------- | ---------------------------- | ------------- |
| 1    | 可奈子       | 岩崎良明 | 成田歳法 | 前田明寿                     | 2002年1月26日 |
| 2    | 景太郎       | 川崎逸朗 | 高瀬節夫 | 前田明寿                     | 2002年2月28日 |
| 3    | なる         | 岩崎良明 | 岩崎良明 | 加藤初重 山岡信一 渡辺とおる | 2002年3月27日 |

### DVD-BOX
「ラブひな DVD-BOX ENDLESS」
テレビ放送の全24話、冬、春、第25話、Againのすべてを収録し、さらに原作でのエピローグを基にしたドラマCDを収録し、ブックレット「エンドレスラブ」封入したDVD-BOXが2005年7月6日に発売された。

### Blu-ray BOX
「ラブひな Blu-ray BOX ENDLESS」
テレビ放送の全24話、冬、春、第25話、Againのすべてを収録し、さらに原作でのエピローグを基にしたドラマと主題歌・挿入歌10曲をCDに収録し、DVD-BOX封入のブックレット復刻版と永久保存版 ラブひなメモリアルフォトブック(版権集)を封入したBlu-ray BOXが2013年3月13日に発売された。

### 音楽CD
全て、キングレコードスターチャイルドレーベルより発売。
- コミックスイメージアルバム ラブひな（2000年1月28日発売）
  - アニメ化前に製作されたCDだが、このCDの出演声優がそのままアニメに起用されている。
- ラブひな キャラクターイメージマキシシングル I LOVE HINA（2000年4月26日発売）
- ラブひな3部作ラブひな1〜なる・しのぶ・みつね編〜（2000年6月21日発売）
- ラブひな3部作ラブひな2〜なる・素子・スゥ編〜（2000年7月26日発売）
- ラブひな3部作ラブひな3〜なる・むつみ・サラ編〜（2000年8月23日発売）
- オリジナルサウンドファイル ラブひな（2000年9月21日発売、2DISC）
- 〜サイレント・イヴ〜ラブひな WINTER SPECIAL（2001年1月24日発売）
- ひなたガールズソングベスト 〜ラブひな〜（2001年3月16日発売）
- 〜メモリアルマキシシングル Friendship（2001年3月24日イベント限定発売）
- 〜キミ サクラチルナカレ〜ラブひな SPRING SPECIAL（2001年6月6日発売）
- ひなたガールズソングベスト2 〜ラブひな〜（2001年10月3日発売）
- オリジナルサントラ〜ラブひなAgain〜（2002年4月3日発売）
- 青山素子ミニアルバム 春夏秋冬恋繚乱（2003年1月22日発売）
- スタまにシリーズ：ラブひな（2005年11月23日）
- ラブひな ヴォーカル・コンプリート・ボックス 届け、私たちの歌（2005年12月21日発売、5DISC）
  - 上記CD収録の全てのボーカル曲（一部新録あり）を収録。

## ゲーム
- ラブひなポケット（GB、マーベラスエンターテイメント、2000年8月4日発売）
  - ゲーム化第一号となったこの作品はいわゆる恋愛アドベンチャー作品であるが、イベントはオリジナルストーリーであり、原作のキャラクターこそほぼ忠実に踏襲している[82] ものの、ストーリー・イベントすべてにわたり大胆にアレンジされている（はるかやしのぶが景太郎を追い回す展開もある）。絵も全員原作・アニメとも似ておらず、オリジナルの絵である。信頼度のほかに嫉妬などの独特のパラメーターも存在する意欲作であった。ハードの制約上背景の色数が抑えられてるが、テキストには漢字が採用されている[82]。
- ラブひなパーティー（GB、マーベラスエンターテイメント、2001年1月26日発売）
  - 1作目では大胆なアレンジが行われたもののこちらはアニメ版を基本としており、クイズも登場するなど原作・アニメに忠実なファンディスク的なゲームに変わっている。
- ラブひなアドバンス 祝福の鐘はなるかな（GBA、マーベラスエンターテイメント、2001年9月5日発売）
  - マーベラスエンターテイメントのゲームボーイアドバンス参入第1弾ソフトである。
- ラブひな 愛は言葉の中に（PS、コナミ、2000年9月28日発売）
- ラブひな2 〜言葉は粉雪のように〜（PS、コナミ、2000年11月30日発売）
  - PSで発売された2作品は、パスワードやPocketStationで言葉を集め、その言葉を組み合わせて発生するイベントをすべてそろえるとクリアになる特異なシステムであった。また、攻略本も発売されたがほとんどがゲーム中の画像を使ったファンブックに近い構成となっており、書籍の最後に言葉を出現させる全パスワードを掲載するのみであった。
- ラブひな ごーじゃす 〜チラっとハプニング!!〜（PS2、コナミ、2003年5月22日発売、CERO15歳以上対象）
- ラブひな 突然のエンゲージ・ハプニング（DC、セガ、2000年9月28日発売）
- ラブひな スマイル・アゲイン（DC、セガ、2001年3月29日発売）
  - オリジナルヒロインである藤沢みづほの登場など他機種の作品と同じくオリジナルストーリーとなっているが、キャラクターごとの細かい設定やひなた荘の内部など、原作であまり描かれていない設定が深く演出されている。
- ラブひな ダーツでデート（アプリ、講談社、ナツメ、2003年3月12日より配信開始[83]）
- ラブひな 恋のストライク（アプリ、講談社、ナツメ[84]）